# Élections provinciales néerlandaises de 2007
Les élections provinciales néerlandaises de 2007 (en néerlandais : Provinciale Statenverkiezingen 2007) ont lieu le 7 mars. Ce scrutin permet aux électeurs des douze provinces des Pays-Bas de désigner leurs représentants aux États provinciaux.
Ces élections locales ont aussi un intérêt national car les représentants provinciaux sont de grands électeurs qui élisent le 29 mai suivant les 75 sénateurs qui siègent à la Première Chambre.

## Enjeux
Ces élections provinciales interviennent quatre mois après les élections législatives de novembre 2006. Le nouveau gouvernement de coalition, le cabinet Balkenende IV est entré en fonction quelques semaines avant le scrutin et a fait sa déclaration de politique générale devant la seconde Chambre. Ces élections sont donc un test sur la perception de ce nouveau gouvernement par les Néerlandais.
Les évolutions politiques apportées par les élections législatives de novembre 2006 demandent aussi à être confirmées. Ces élections ne pourront montrer la continuité de la montée du PVV de Geert Wilders parce que ce dernier n'a pas réussi à rassembler assez de candidats dans toutes les provinces.

## Participation
La participation aux élections provinciales est traditionnellement faible dans ce scrutin dont le principal enjeux est indirect. À 13 heures le taux de participation était encore très faible avec seulement 14 % des électeurs qui s'étaient rendus aux urnes.

## Résultats
L'Union chrétienne (+14 sièges) mais surtout le Parti socialiste (+54 sièges) marquent la plus forte progression. Le Parti pour les animaux (PvdD) fait une entrée remarquée. Les deux partis conservant leur niveau de 2003 sont le Parti populaire pour la liberté et la démocratie (VVD) et le Parti politique réformé (SGP). L'Appel chrétien-démocrate (CDA), en recul, reste le premier parti du pays.
Le Parti travailliste (PvdA), les Démocrates 66 (D66) et la Gauche verte (GL) reculent. La Liste Pim Fortuyn (LPF) perd l'ensemble de ses sièges.
| Résultats nationaux  | Résultats nationaux | Résultats nationaux | Résultats nationaux | Résultats nationaux |
| Parti                | 2003                | 2003                | 2007                | Différence          |
| -------------------- | ------------------- | ------------------- | ------------------- | ------------------- |
| CDA                  | 222                 | 169                 | 151                 | -18                 |
| PvdA                 | 198                 | 150                 | 114                 | -36                 |
| VVD                  | 138                 | 103                 | 101                 | -2                  |
| SP                   | 38                  | 29                  | 83                  | +54                 |
| CU                   | 26                  | 21                  | 35                  | +14                 |
| GL                   | 51                  | 37                  | 32                  | -5                  |
| SGP                  | 19                  | 13                  | 14                  | +1                  |
| D66                  | 31                  | 20                  | 9                   | -11                 |
| PvdD                 | 0                   | 0                   | 9                   | +9                  |
| LPF                  | 17                  | 10                  | 0                   | -10                 |
| Partis régionalistes | 19                  | 10                  | 13                  | +3                  |
| Total                | 764                 | 564                 | 564                 | 0                   |
| Participation        | 47,6 %              | 47,6 %              | 46,3 %              | -1,3 %              |